# عزيز السماوي
عزيز السماوي (1948-2001) شاعر عراقي شعبي يعد واحداً من أبرز الشعراء المجددين في بنية القصيدة الشعبية العراقية ومناضلا شيوعيا تميزت سيرته النضالية بالصلابة والعناد. 

## حياته واتجاهه للشعر
ولد في محافظة الديوانية في العراق، واسم والده (سماوي) وليس له علاقة بمدينة السماوة ، بدأ عزيز السماوي طريقه كشاعر شعبي عام 1965 أثناء دراسته في معهد الهندسة التطبيقية العالي في جامعة بغداد. ، وقد أثبت نفسه بحضوره وقصائده، وكان من الرواد لمقهى الميثاق في مدينة الثورة، مع شعراء الصف الأول في الشعر الشعبي العراقي أمثال: مظفر النواب ، عريان السيد خلف، زامل سعيد فتاح، كاظم الركابي، كاظم السماوي، وشقيقه شاكر السماوي، وعلي الشباني وكاظم إسماعيل الكاطع، وطارق ياسين، وإسماعيل محمد إسماعيل وأبو سرحان وغيرهم. 

## إنتاجه الشعري
أصدر ديوانه الأول (قصائد للمعركة) عام 1968، وهي مجموعة شارك فيها عدد من الشعراء بكتابة قصائد لدعم الثورة الفلسطينية، فيما أصدر ديوانه الثاني عام 1970 مع شاعرين من الفرات الأوسط، الأول الشاعر علي الشباني والشاعر الغنائي طارق هاشم بعنوان (خطوات على الماء).
ويعتبر عزيز السماوي شحيح الإنتاج الشعري وغني الإبداع فله ثلاثة دواوين: أغاني الدرويش (1973)، لون الثلج والورد بالليل (1980)، النهر الأعمى (1995)، بين عام 1973 إلى عام 2001 .
ديوانه النهر الأعمى، واحد من أهم الدواوين الشعرية وفيه كتب قصيدته الأولى حزيران 1980 بعنوان (هموم عراقية) يقول الشاعر فيها: «أهيس جرحي بجفوفك … جمر ينباس … خيط الدم يروح أبعيد … يمتد أبطول الفرات».

## أسلوبه الشعري

### القصيدة العامية الجديدة
منذ أواخر الخمسينيات جرب الكتابة في الأشكال الشعرية القديمة، كتب الأبوذية والدارمي ليتحول بعد ذلك إلى كتابة القصيدة العامية الجديدة معرضًا وهاضمًا القصيدة المظفرية، وجاهدًا لتطوير لهجة مدينته المحلية - الديوانية - ذاهبا بها إلى مصاف لغة شعرية عامية تميزت لاحقا بميزات انفردت بها عما سواها من لهجات، ناحتة لغة ثالثة هي أقرب للفصحى من سواها، اختلف جهد عزيز السماوي في محاولته لتجديد القصيدة العامية مستدلًا كما فعل النواب بالأشكال الشعرية القديمة كالموال والأبوذية والدارمي، المختلف هنا ان السماوي وجيله لم يحاولوا استثمار لهجة ريف الجنوب العراقي - الاهوار - كما فعل مظفر النواب بل حاولوا ومنذ القصيدة الأولى تطوير تلك الأشكال الشعرية القديمة بما يتناغم مع لهجة أبناء المدن.

### الانتماء الإنساني لشعره
من ناحية أخرى لم تنشغل نصوص السماوي أو بعبارة أدق لم تنحاز ايديولوجيا لفكر مثلما فعلت قصائد النواب في إشهارها الدفاع عن الحزب الشيوعي العراقي وجعل مناضليه الفلاحين الذين قتلوا في خضم الصراع رموزا يدور نصه حولها، قصائد: سعود، صلاح، ومطولتها حسن الشموس ، عن العريف في الجيش العراقي حسن سريع الذي حاول قلب سلطة 1963 وفشل فاعدم، وغيرها من القصائد بل انحازت قصائد السماوي وأبناء جيله الستيني إلى الإنسان كقيمة مطلقة تسقط ازاء عذابها الفردي كل الاعتبارات والتبريرات الايديولوجية. 

### الأسئلة الفلسفية
أشعار مكتظة بالأسئلة والهموم الفلسفية المتعلقة بالوجود والوضع البشري منذ بدء الخليقة ورحلة العذاب التي تبدو لا نهائية، فتكون الحلول الدينية بفردوسها المأمول غير مجدية إذ انها لا تعوض مرارة الروح، فاشعار تأملت عميقا الكينونة البشرية الهشة ولا عدالة الأنظمة والأعراف الاجتماعية والقوانين الوضعية، اشعار لا تثق الا بالالم الإنساني الذي يستدعي بالضرورة اثارة المزيد من الاسئلة ومحاورة الضمير البشري نصف الاعمى أو يكاد، اسئلة مستحيلة، عتاب مرير للذات البشرية الموغلة في حب الذات البشرية معريا اعماق ارثها الدامي 
اشعار تستصرخ الضمير البشري وتنحاز بشكل مطلق لمحنة الإنسان وعذابه ايا كان موقعه وهذه ثيمة جوهرية في اشعار عزيز السماوي، ومن هنا اختلفت اشعاره عن اشعار النواب المسكونة بالهاجس الايديولوجي المباشر والتي بدورها تلامس هذه الثيمة بهذا الموقع أو ذاك، من هذه النقطة نفذ عزيز إلى مساحة رؤية مختلفة تماما جعلته يكتشف اساليب شعرية جديدة ومناخات محشودة بذلك الالم الكربلائي الذي يبدو ابديا والمتواصل مع إرث طقوس بلاد الرافدين منذ فجر الحضارات حيث كانت تقام مناحات جماعية على دموزي كل عام..
رؤيا العارف الواثق الابدي من الخيبة والخسران وكانه بطل من ابطال التراجيديات اليونانية القديمة والمعاند قدره..فليس امامه سوى الخوض في مواجهة القوى الأسطورية الغاشمة وقتها واللا اخلاقية في الراهن
لا أحد يجيب سوى حزنه المقيم، والمبهم في هذا الوضع البشري البائس ما يجعل القصيدة الرائية شديدة الذعر..وحشية لا تهاب..ولا تخشى من البوح بالضعف الإنساني النبيل ازاء هول سلطات القمع بكل اشكاله القادرة على تغييب الفرد المسكين واضاعة اثاره كما هو في اوطان الدكتاتوريات أو سحقه حصاراً وتجويعاً وتجهيلاً كما يحدث للعراقي الراهن في ظل هذا لنظام العالمي الجديد.

## وفاته
في يوم 8 حزيران 2001 فارق الحياة عن عمر ناهز ال60 عاما ، دون أن تتكحل عينه بالعراق ودفن في لندن عاصمة الضباب.